# De truken van Defhoor
De truken van Defhoor is het 143ste stripverhaal van De Kiekeboes. Dit album voor de reeks van Merho werd door striptekenaar Kristof Fagard getekend, digitale inkt door Jos Vanspauwen. Het album verscheen op 11 augustus 2015.

## Verhaal
Van de Kasseien dwingt Marcel om zijn vrouw te ontvoeren om haar zo geld te ontfutselen. In Ramskrake ontvoeren ze haar en binden haar vast in een verlaten huis. Marcel en Van de Kasseien rijden weg, maar de mist wordt steeds erger. Ze krijgen een ongeval in Poedersnee, waarbij ze allebei bewusteloos geraken. Wanneer ze wakker worden liggen ze in een ziekenhuisbed van dokter Daris Defhoor. Van het ene moment op het andere staan Marcel en Van de Kasseien in een wereld vol dino's en andere gevaren. Ondertussen ontdekt Fanny de gsm van Marcel in de wagen in Poedersnee. Zo kunnen zij de privékliniek van Dr. Defhoor opsporen. De hele familie Kiekeboe belandt uiteindelijk in het avontuur. Konstantinopel herkent deze wereld. Ze zijn beland in de wereld van King Crap, zijn favoriete computerspel...

## Trivia
- De helper van Dokter Defhoor heet Joep. Joep laat Konstantinopel en Charlotte binnen in de privékliniek aan hoge hekken. Wanneer ze Joep bespiedden, merkt Konstantinopel op: "Daar is Joep van bij het hek", dit verwijst naar de cabaretier Youp van 't Hek.
- Daris Defhoor betekent zoveel als "daar is de foor". De truken van defhoor is een spreekwoord. De truken van de foor zijn trucs die kermisuitbaters gebruiken om mensen te misleiden, bijvoorbeeld in een lunapark. Het spreekwoord kent ook een bredere betekenis (bijvoorbeeld in het kader van juridische constructies die worden opgezet om bepaalde belastingen te ontwijken of zelfs te ontduiken).
- Daris Defhoor heeft een beeld van een vis in zijn tuin, genaamd Manneke Vis; dit verwijst naar Manneken Pis.